# Mocra, Stînga Nistrului
Mocra este satul de reședință al comunei cu același nume din Unitățile Administrativ-Teritoriale din Stînga Nistrului (Transnistria), Republica Moldova. Este satul natal al marelui compozitor Eugen Doga.

## Personalități

### Născuți în Mocra
- Evgheni Verbețchi (1936–2007), clarinetist și profesor sovietic și moldovean, Artist onorat și Artist al Poporului din RSSM
- Eugen Doga (1937–2025), compozitor moldovean, membru titular al Academiei de Științe a Moldovei